# Strada provinciale 26 Valle del Lavino
La strada provinciale 26 Valle del Lavino è una strada provinciale italiana della città metropolitana di Bologna.

## Percorso
Ha origine dalla Via Emilia in località La Pioppa, nel comune di Bologna, con il nome di "via Rigosa". Costeggiando il torrente Lavino in direzione sud, incontra la ex Strada statale 569 di Vignola a Zola Predosa. Risale in seguito l'intera valle del Lavino e tocca così diversi centri del comune sparso di Monte San Pietro, fra i quali Calderino, capoluogo comunale. Superata Montepastore, giunge a Ca' Bortolani (Valsamoggia) e a Tolè (678 m s.l.m.), frazione di Vergato. Poco lontano da un'altra frazione di Vergato, Cereglio, la strada termina nella SP 25 Vergato-Zocca.